# Neri Sottoli/Saison 2014
Dieser Artikel listet Erfolge und Fahrer des Radsportteams Neri Sottoli in der Saison 2014 auf.

## Erfolge in der UCI America Tour
In den Rennen der Saison 2014 der UCI America Tour gelangen die nachstehenden Erfolge.
| Datum      | Rennen                            | Kat. | Sieger            |
| ---------- | --------------------------------- | ---- | ----------------- |
| 15. Januar | 6. Etappe Vuelta al Táchira (EZF) | 2.2  | Andrea Dal Col    |
| 4. Juli    | 1. Etappe Vuelta a Venezuela      | 2.2  | Francesco Chicchi |
| 6. Juli    | 3. Etappe Vuelta a Venezuela      | 2.2  | Jonathan Monsalve |
| 10. Juli   | 7. Etappe Vuelta a Venezuela      | 2.2  | Francesco Chicchi |
| 11. Juli   | 8. Etappe Vuelta a Venezuela      | 2.2  | Rafael Andriato   |
| 12. Juli   | 9. Etappe Vuelta a Venezuela      | 2.2  | Francesco Chicchi |
| 27. August | 2. Etappe Tour do Rio             | 2.1  | Rafael Andriato   |
| 30. August | 5. Etappe Tour do Rio             | 2.1  | Rafael Andriato   |
| 31. August | 6. Etappe Tour do Rio             | 2.1  | Rafael Andriato   |

## Erfolge in der UCI Europe Tour
In den Rennen der Saison 2014 der UCI Europe Tour gelangen die nachstehenden Erfolge.
| Datum          | Rennen                          | Kat. | Sieger        |
| -------------- | ------------------------------- | ---- | ------------- |
| 2. Februar     | GP Costa degli Etruschi         | 1.1  | Simone Ponzi  |
| 2. März        | Grand Prix di Lugano            | 1.1  | Mauro Finetto |
| 16. März       | Dwars door Drenthe              | 1.1  | Simone Ponzi  |
| 20. März       | Gran Premio Nobili Rubinetterie | 1.1  | Simone Ponzi  |
| 21. August     | 3. Etappe Tour du Limousin      | 2.1  | Mauro Finetto |
| 19.–22. August | Gesamtwertung Tour du Limousin  | 2.1  | Mauro Finetto |

## Zugänge – Abgänge
| Zugänge                     | Team 2013                    | Abgänge                       | Team 2014                                      |
| --------------------------- | ---------------------------- | ----------------------------- | ---------------------------------------------- |
| Simone Ponzi                | Astana Pro Team              | Oscar Gatto                   | Garmin Sharp                                   |
| Tomás Gil                   | Androni Giocattoli-Venezuela | Pierpaolo De Negri            | Vini Fantini Nippo                             |
| Andrea Fedi                 | Ceramica Flaminia-Fondriest  | Kevin Hulsmans                | Vastgoedservice-Golden Palace Continental Team |
| Mirko Tedeschi              | ASD Ciclistica Malmantile    | Jun’ya Sano                   | Nasu Blasen                                    |
| Gianni Bellini              | Neoprofi                     | Leonardo Giordani             | Karriereende                                   |
| Giorgio Cecchinel           | Neoprofi                     | Luca Mazzanti                 | Karriereende                                   |
| Samuele Conti               | Neoprofi                     | Stefano Borchi                | Unbekannt                                      |
| Andrea Dal Col              | Neoprofi                     | Michele Merlo                 | Unbekannt                                      |
| Giuseppe Fonzi (ab 15. Mai) | Vini Fantini Nippo           | Cristiano Monguzzi            | Unbekannt                                      |
|                             |                              | Alessandro Proni              | Unbekannt                                      |
|                             |                              | Gianni Bellini (bis 31. Juli) | Karriereende                                   |

## Mannschaft
| Fahrer            | Geburtsdatum       | Land         |              |
| ----------------- | ------------------ | ------------ | ------------ |
| Rafael Andriato   | 20. Oktober 1987   | Brasilien    |              |
| Ramón Carretero   | 26. November 1990  | Panama       |              |
| Giorgio Cecchinel | 24. Juni 1989      | Italien      |              |
| Francesco Chicchi | 27. November 1980  | Italien      |              |
| Daniele Colli     | 19. April 1982     | Italien      |              |
| Samuele Conti     | 14. September 1991 | Italien      |              |
| Andrea Dal Col    | 30. April 1991     | Italien      |              |
| Roberto De Patre  | 13. September 1988 | Italien      |              |
| Francesco Failli  | 16. Dezember 1983  | Italien      |              |
| Andrea Fedi       | 29. Mai 1991       | Italien      |              |
| Mauro Finetto     | 10. Mai 1985       | Italien      |              |
| Giuseppe Fonzi    | 2. August 1991     | Italien      |              |
| Tomás Gil         | 23. Mai 1977       | Venezuela    |              |
| Luigi Miletta     | 9. August 1988     | Italien      |              |
| Jonathan Monsalve | 28. Juni 1989      | Venezuela    |              |
| Simone Ponzi      | 17. Januar 1987    | Italien      |              |
| Mattia Pozzo      | 26. Januar 1989    | Italien      |              |
| Matteo Rabottini  | 14. August 1987    | Italien      |              |
| Fabio Taborre     | 5. Juni 1985       | Italien      |              |
| Mirko Tedeschi    | 5. Januar 1989     | Italien      |              |
| Stagiaires        | Stagiaires         | Nationalität | Nationalität |
| Michele Viola     | Michele Viola      | Italien      |              |